# Sandra Cecchini
Anna Maria (Sandra) Cecchini (Bologna, 27 februari 1965) is een voormalig tennisspeelster uit Italië. Zij speelt rechtshandig en heeft een enkelhandige backhand. Cecchini bereikte haar beste resultaten op gravel. Op de Italiaanse nationale ranglijst was zij nummer één in 1989 en van 1991 tot en met 1995. Zij was actief in het proftennis van 1984 tot in 1999.

## Loopbaan

### Enkelspel
Cecchini debuteerde in 1981 op het WTA-toernooi van Perugia. Dat jaar werd zij Italiaans jeugdkampioen (t/m 16), zowel in het enkel- als in het dubbelspel. Zij vervolgde haar volwassenenloopbaan pas weer in 1983, door uit te komen op het ITF-toernooi van Tarente (Italië) – hier veroverde zij haar eerste titel, door de Joegoslavische Sabrina Goleš te verslaan. Een week later klopte zij dezelfde tegenstandster op het ITF-toernooi van Caserta (Italië).
In 1983 continueerde Cecchini ook haar WTA-carrière, op het toernooi van Perugia. Zij bereikte er de tweede ronde. Zij stond in 1984 voor het eerst in een WTA-finale, op het toernooi van Tarente – hier veroverde zij haar eerste titel door weer Sabrina Goleš te verslaan. In totaal won zij twaalf WTA-titels, de laatste in 1992 in Parijs, waar zij ook in 1989 de beste was.
Haar beste resultaat op de grandslamtoernooien is het bereiken van de kwartfinale, op Roland Garros 1985, waar Martina Navrátilová te sterk voor haar was. Haar hoogste notering op de WTA-ranglijst is de vijftiende plaats, die zij bereikte in maart 1988.

### Dubbelspel
Cecchini was in het dubbelspel minder actief dan in het enkelspel. Zij debuteerde in 1983 op het WTA-toernooi van Perugia, samen met de Zwitserse Christiane Jolissaint – zij bereikten de tweede ronde. Voor het eerst speelde zij op een ITF-toernooi in Oklahoma City (VS) – met de Japanse Masako Yanagi aan haar zijde bereikte zij de halve finale. Enkele weken later (juli 1983) vertegenwoordigde Cecchini haar land voor het eerst in de Fed Cup – zij maakte jaarlijks deel uit van dit team van 1983 tot en met 1995 (met uitzondering van 1988 en 1990); in die periode speelde zij 25 landenontmoetingen (zogeheten ties) en houdt daarmee het record van de Italiaanse Fed Cup-speelsters.
In 1984 continueerde Cecchini haar WTA-carrière op het toernooi van Tarente, samen met landgenote Barbara Romanò. Zij stond in 1985 voor het eerst in een WTA-finale, op de Italian Open in Tarente, samen met landgenote Raffaella Reggi – hier veroverde zij haar eerste dubbelspeltitel, door het Italiaanse koppel Patrizia Murgo en Barbara Romanò te verslaan. In totaal won zij elf WTA-titels, waarvan zeven (in de periode 1989–1994) samen met de Argentijnse Patricia Tarabini. Cecchini won haar laatste titel in 1995 in Warschau, samen met landgenote Laura Garrone.
Haar beste resultaat op de grandslamtoernooien is het bereiken van de halve finale, op Roland Garros 1993, samen met de Argentijnse Patricia Tarabini. Haar hoogste notering op de WTA-ranglijst is de 22e plaats, die zij bereikte in september 1993.

## Posities op deWTA-ranglijst
Positie per einde seizoen:
| jaar | rang enkelspel | rang dubbelspel |
| ---- | -------------- | --------------- |
| 1998 | 196            | 280             |
| 1997 | 204            | 236             |
| 1996 | 80             | 147             |
| 1995 | 106            | 67              |
| 1994 | 33             | 48              |
| 1993 | 55             | 25              |
| 1992 | 34             | 58              |
| 1991 | 27             | 48              |
| 1990 | 20             | 33              |
| 1989 | 26             | 47              |
| 1988 | 21             | 72              |
| 1987 | 18             | 56              |
| 1986 | 73             | 51              |
| 1985 | 49             | –               |
| 1984 | 49             | –               |
| 1983 | 121            | –               |

## Palmares
| Legenda                |
| ---------------------- |
| Grandslamtoernooi      |
| Olympische Spelen      |
| Year-End Championships |
| Tier I                 |
| Tier II                |
| Tier III               |
| Tier IV & V            |

### WTA-finaleplaatsen enkelspel
| nr.              | finale     | toernooi            | ondergrond | tegenstandster       | score         |
| ---------------- | ---------- | ------------------- | ---------- | -------------------- | ------------- |
| gewonnen finales |            |                     |            |                      |               |
| 1.               | 1984-04-29 | WTA Tarente         | gravel     | Sabrina Goleš        | 6-2, 7-5      |
| 2.               | 1984-07-15 | WTA Rio de Janeiro  | hardcourt  | Adriana Villagrán    | 6-3, 6-3      |
| 3.               | 1985-05-13 | WTA Barcelona       | gravel     | Raffaella Reggi      | 6-3, 6-4      |
| 4.               | 1986-07-20 | WTA Bregenz         | gravel     | Mariana Pérez Roldán | 6-4, 6-0      |
| 5.               | 1987-07-12 | WTA Båstad          | gravel     | Catarina Lindqvist   | 6-4, 6-4      |
| 6.               | 1987-11-08 | WTA Little Rock     | hardcourt  | Natallja Zverava     | 0-6, 6-1, 6-3 |
| 7.               | 1988-05-22 | WTA Straatsburg     | gravel     | Judith Wiesner       | 6-3, 6-0      |
| 8.               | 1988-07-17 | WTA Nice            | gravel     | Nathalie Tauziat     | 7-5, 6-4      |
| 9.               | 1989-09-24 | WTA Parijs          | gravel     | Regina Rajchrtová    | 6-4, 6-7, 6-1 |
| 10.              | 1990-07-15 | WTA Båstad          | gravel     | Csilla Bartos        | 6-1, 6-2      |
| 11.              | 1991-04-28 | WTA Bol             | gravel     | Magdalena Maleeva    | 6-4, 3-6, 7-5 |
| 12.              | 1992-09-20 | WTA Parijs          | gravel     | Emanuela Zardo       | 6-2, 6-1      |
| verloren finales |            |                     |            |                      |               |
| 1.               | 1987-05-24 | WTA Straatsburg     | gravel     | Carling Bassett      | 3-6, 4-6      |
| 2.               | 1988-07-10 | WTA Båstad          | gravel     | Isabel Cueto         | 5-7, 1-6      |
| 3.               | 1989-07-23 | WTA Estoril         | gravel     | Isabel Cueto         | 6-7, 2-6      |
| 4.               | 1991-07-14 | WTA Palermo         | gravel     | Mary Pierce          | 0-6, 3-6      |
| 5.               | 1994-09-24 | WTA Moskou          | tapijt (i) | Magdalena Maleeva    | 5-7, 1-6      |
| 6.               | 1996-08-11 | WTA Maria Lankowitz | gravel     | Barbara Paulus       | 0-0, opg.     |

### WTA-finaleplaatsen vrouwendubbelspel
| nr.              | finale     | toernooi            | ondergrond | partner            | tegenstandsters                      | score         |
| ---------------- | ---------- | ------------------- | ---------- | ------------------ | ------------------------------------ | ------------- |
| gewonnen finales |            |                     |            |                    |                                      |               |
| 1.               | 1985-05-03 | WTA Tarente         | gravel     | Raffaella Reggi    | Patrizia Murgo Barbara Romanò        | 1-6, 6-4, 6-3 |
| 2.               | 1986-04-27 | WTA Charleston      | gravel     | Sabrina Goleš      | Laura Gildemeister Marcela Skuherská | 4-6, 6-0, 6-3 |
| 3.               | 1988-07-10 | WTA Båstad          | gravel     | Mercedes Paz       | Linda Ferrando Silvia La Fratta      | 6-0, 6-2      |
| 4.               | 1989-07-16 | WTA Arcachon        | gravel     | Patricia Tarabini  | Mercedes Paz Brenda Schultz          | 6-3, 7-6      |
| 5.               | 1989-09-17 | WTA Athene          | gravel     | Patricia Tarabini  | Silke Meier Elena Pampoulova         | 4-6, 6-4, 6-2 |
| 6.               | 1989-09-24 | WTA Parijs          | gravel     | Patricia Tarabini  | Nathalie Herreman Catherine Suire    | 6-1, 6-1      |
| 7.               | 1990-07-22 | WTA Estoril         | gravel     | Patricia Tarabini  | Carin Bakkum Nicole Jagerman         | 1-6, 6-2, 6-3 |
| 8.               | 1992-09-20 | WTA Parijs          | gravel     | Patricia Tarabini  | Rachel McQuillan Noëlle van Lottum   | 7-5, 6-1      |
| 9.               | 1993-08-01 | WTA San Marino      | gravel     | Patricia Tarabini  | Florencia Labat Barbara Rittner      | 6-3, 6-2      |
| 10.              | 1994-07-31 | WTA Maria Lankowitz | gravel     | Patricia Tarabini  | Alexandra Fusai Karina Habšudová     | 7-5, 7-5      |
| 11.              | 1995-09-17 | WTA Warschau        | gravel     | Laura Garrone      | Henrieta Nagyová Denisa Szabová      | 5-7, 6-2, 6-3 |
| verloren finales |            |                     |            |                    |                                      |               |
| 1.               | 1985-11-10 | WTA Hilversum       | tapijt (i) | Sabrina Goleš      | Marcella Mesker Catherine Tanvier    | 2-6, 2-6      |
| 2.               | 1987-07-12 | WTA Båstad          | gravel     | Patricia Tarabini  | Penny Barg Tine Scheuer-Larsen       | 1-6, 2-6      |
| 3.               | 1987-10-04 | WTA Parijs          | gravel     | Sabrina Goleš      | Isabelle Demongeot Nathalie Tauziat  | 6-1, 3-6, 3-6 |
| 4.               | 1988-07-24 | WTA Aix-en-Provence | gravel     | Arantxa Sánchez    | Nathalie Herreman Catherine Tanvier  | 4-6, 5-7      |
| 5.               | 1990-04-22 | WTA Tampa           | gravel     | Laura Gildemeister | Mercedes Paz Arantxa Sánchez         | 2-6, 0-6      |
| 6.               | 1990-09-16 | WTA Kitzbühel       | gravel     | Patricia Tarabini  | Petra Langrová Radomira Zrubáková    | 0-6, 4-6      |
| 7.               | 1991-04-28 | WTA Bol             | gravel     | Laura Garrone      | Laura Golarsa Magdalena Maleeva      | forfait       |
| 8.               | 1991-07-21 | WTA Kitzbühel       | gravel     | Patricia Tarabini  | Bettina Fulco Nicole Jagerman        | 5-7, 4-6      |
| 9.               | 1992-07-26 | WTA San Marino      | gravel     | Laura Garrone      | Alexia Dechaume Florencia Labat      | 6-7, 5-7      |
| 10.              | 1993-10-24 | WTA Boedapest       | tapijt (i) | Patricia Tarabini  | Inés Gorrochategui Caroline Vis      | 1-6, 3-6      |
| 11.              | 1994-05-01 | WTA Tarente         | gravel     | Isabelle Demongeot | Irina Spîrlea Noëlle van Lottum      | 3-6, 6-2, 1-6 |

## Resultaten grandslamtoernooien
| Legenda | Legenda                          |
| ------- | -------------------------------- |
| g.t.    | geen toernooi gehouden           |
| l.c.    | lagere categorie                 |
| –       | niet deelgenomen                 |
| G       | uitgeschakeld in de groepsfase   |
| 1R      | uitgeschakeld in de eerste ronde |
| 2R      | uitgeschakeld in de tweede ronde |
| 3R      | uitgeschakeld in de derde ronde  |
| 4R      | uitgeschakeld in de vierde ronde |
| KF      | uitgeschakeld in de kwartfinale  |
| HF      | uitgeschakeld in de halve finale |
| F       | de finale verloren               |
| W       | het toernooi gewonnen            |
| w-v     | winst/verlies-balans             |

### Enkelspel
| Toernooi        | 1984 | 1985 | 1986 | 1987 | 1988 | 1989 | 1990 | 1991 | 1992 | 1993 | 1994 | 1995 | 1996 | 1997 | 1998 | w-v   |
| --------------- | ---- | ---- | ---- | ---- | ---- | ---- | ---- | ---- | ---- | ---- | ---- | ---- | ---- | ---- | ---- | ----- |
| Australian Open | –    | –    | g.t. | –    | –    | –    | –    | –    | –    | –    | –    | –    | 1R   | –    | –    | 0-1   |
| Roland Garros   | 1R   | KF   | 1R   | 1R   | 3R   | 1R   | 3R   | 4R   | 2R   | 2R   | 2R   | 1R   | 2R   | 2R   | 1R   | 16-15 |
| Wimbledon       | 2R   | 2R   | 1R   | –    | –    | –    | 1R   | 1R   | –    | –    | 2R   | 1R   | –    | –    | –    | 3-7   |
| US Open         | 1R   | 3R   | 1R   | 3R   | 1R   | 1R   | 2R   | 2R   | 1R   | 2R   | 3R   | 1R   | 1R   | –    | –    | 9-13  |

### Vrouwendubbelspel
| Toernooi        | 1984 | 1985 | 1986 | 1987 | 1988 | 1989 | 1990 | 1991 | 1992 | 1993 | 1994 | 1995 | 1996 | w-v   |
| --------------- | ---- | ---- | ---- | ---- | ---- | ---- | ---- | ---- | ---- | ---- | ---- | ---- | ---- | ----- |
| Australian Open | –    | –    | g.t. | –    | –    | –    | –    | –    | –    | –    | –    | –    | 1R   | 0-1   |
| Roland Garros   | –    | 3R   | 2R   | 2R   | 1R   | 1R   | KF   | 1R   | 1R   | HF   | 3R   | 1R   | 1R   | 13-12 |
| Wimbledon       | 2R   | 1R   | 1R   | –    | –    | –    | 1R   | –    | –    | –    | 2R   | 3R   | 1R   | 4-7   |
| US Open         | –    | 1R   | 3R   | 1R   | 2R   | 1R   | 3R   | 1R   | 1R   | KF   | 2R   | 1R   | 1R   | 9-12  |

### Gemengd dubbelspel
| Toernooi        | 1986 |    | 1994 | 1995 | w-v |
| --------------- | ---- | -- | ---- | ---- | --- |
| Australian Open | g.t. | –  | –    | 0-0  |     |
| Roland Garros   | 2R   | –  | –    | 1-1  |     |
| Wimbledon       | –    | 2R | 2R   | 2-2  |     |
| US Open         | –    | 1R | –    | 0-1  |     |